# Biblioteca Pública de Dallas

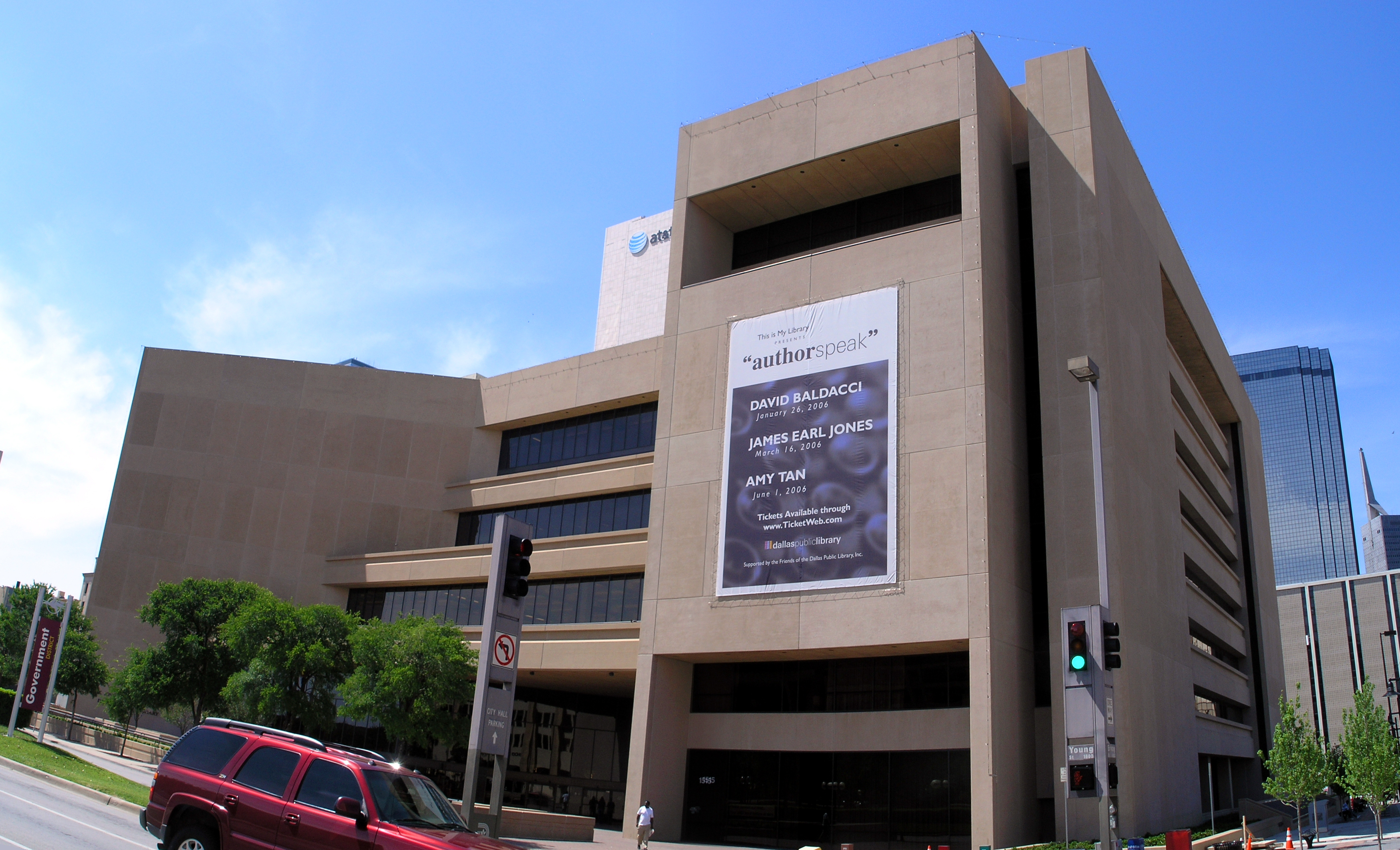
Biblioteca Central J. Erik Jonsson (J. Erik Jonsson Central Library)

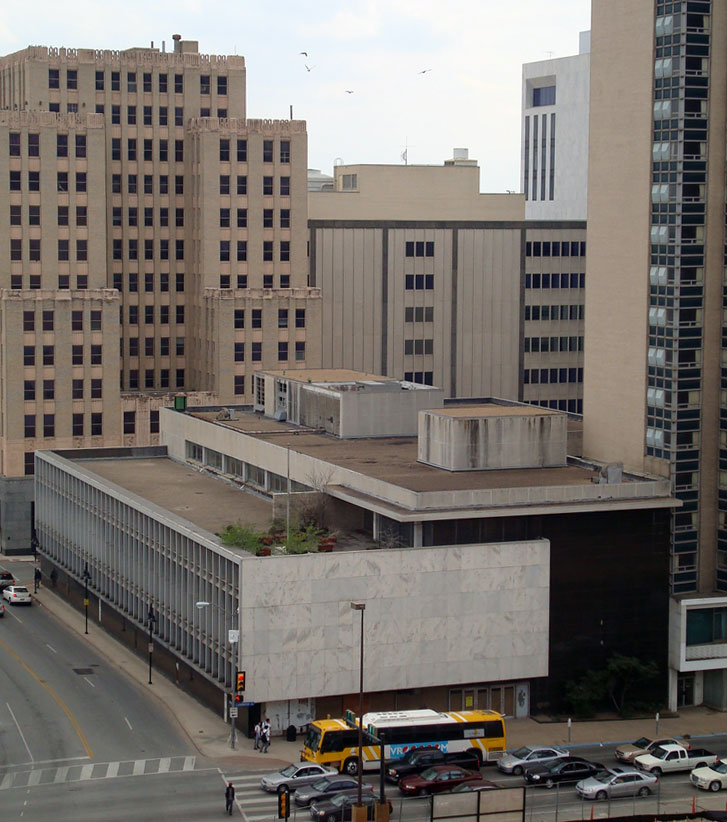
La antigua biblioteca central

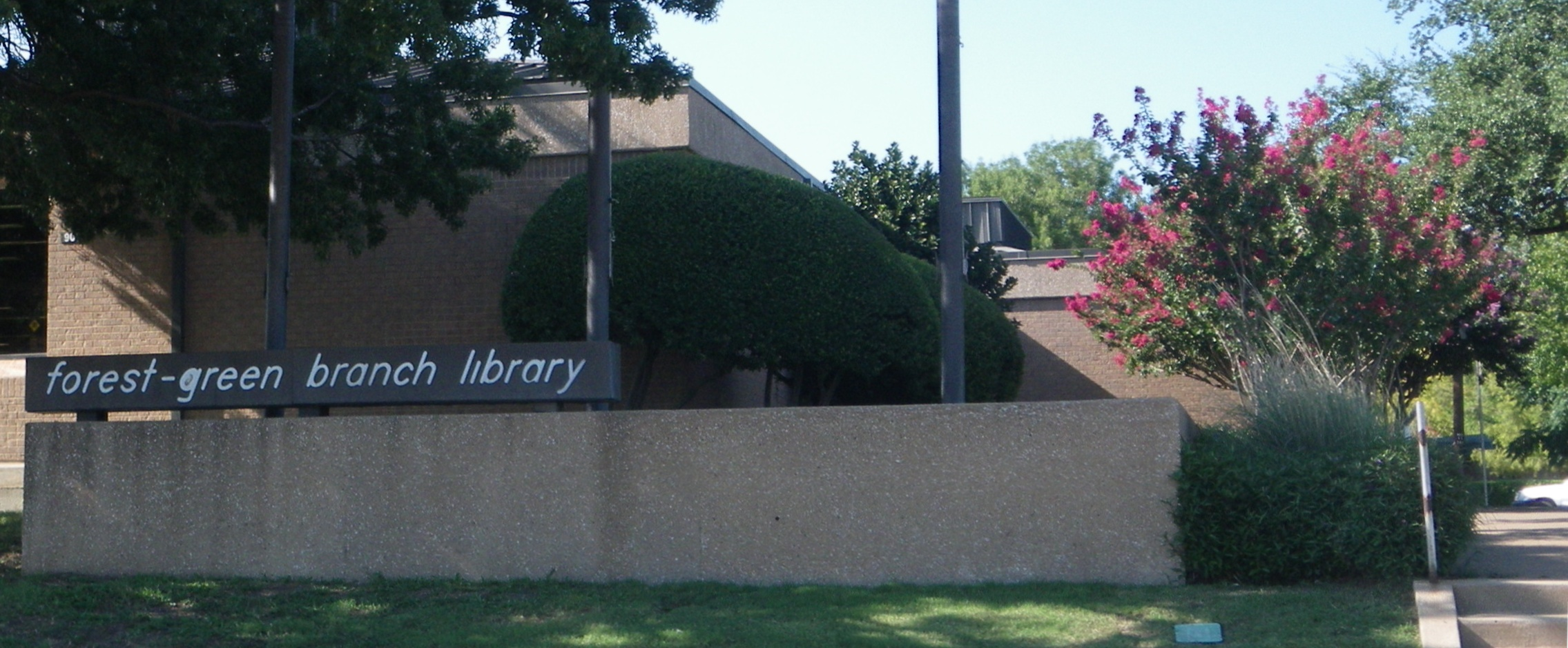
Sucursal Forest Green

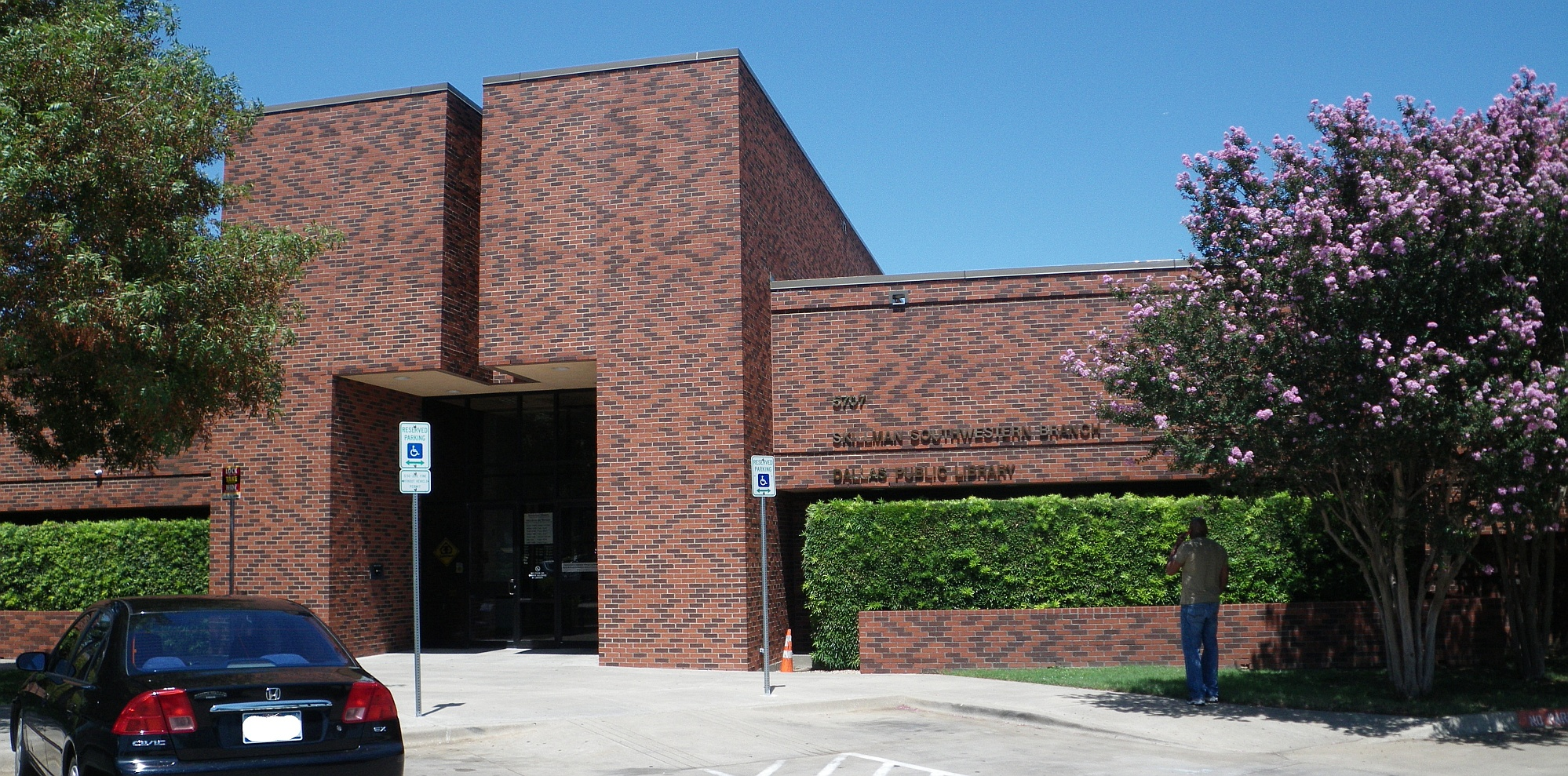
Sucursal Skillman Southwestern

Biblioteca Pública de Dallas (idioma inglés: Dallas Public Library) es el sistema de bibliotecas públicas en Dallas, Texas, Estados Unidos. El sistema tiene una biblioteca central y muchas bibliotecas sucursales.

## Bibliotecas
- Biblioteca Central J. Erik Jonsson
- Sucursal Arcadia Park
- Sucursal Audelia Road
- Sucursal Dallas West
- Sucursal Forest Green
- Sucursal Fretz Park
- Sucursal Grauwyler Park
- Sucursal Hampton-Illinois
- Sucursal Highland Hills
- Sucursal Kleberg-Rylie
- Sucursal Lochwood
  - En 2009 la Sucursal Lochwood en Jupiter Road y Garland Road reemplazará la Sucursal Casa View.[3]
- Sucursal Lakewood
- Sucursal Martin Luther King, Jr.
- Sucursal Mountain Creek
- Sucursal North Oak Cliff
- Sucursal Oak Lawn
- Sucursal Park Forest
- Sucursal Paul Laurence Dunbar Lancaster-Kiest
- Sucursal Pleasant Grove
- Sucursal Polk-Wisdom
- Sucursal Preston Royal
- Sucursal Renner Frankford
- Sucursal Skillman Southwestern
- Sucursal Skyline
- Sucursal Timberglen
- Sucursal Walnut Hill